# Linnusitamaa
Linnusitamaa (també coneguda com a Linnusita saar) és un illot estonià deshabitat de 5,07 ha (12,5 acres) situat al golf de Riga. Es troba aproximadament a 300 metres al sud de l'illa d'Abruka. Administrativament, Linnusitamaa pertany al poble d'Abruka, dins la parròquia de Saaremaa, al comtat de Saare. L'illa forma part de la Reserva Natural d'Abruka.
El nom és una curiositat, ja que en estonià significa literalment “terra de merda d'ocell”.
Segons va informar The New York Times, durant la Revolució Russa de 1905 contra la Rússia tsarista, Linnusitamaa, com altres illes bàltiques, es va declarar república independent.